# Глушково (посёлок станции, Курская область)
Глушково — посёлок станции в Глушковском районе Курской области России. Входит в Кульбакинский сельсовет.

## География
Посёлок находится в 6,5 км от российско-украинской границы, в 113 км к юго-западу от Курска, в 8,5 км к юго-востоку от районного центра — посёлка городского типа Глушково, в 6,5 км от центра сельсовета — села Кульбаки.
Климат
Глушково, как и весь район, расположено в поясе умеренно континентального климата с тёплым летом и относительно тёплой зимой (Dfb в классификации Кёппена).
Часовой пояс
Посёлок Глушково, как и вся Курская область, находится в часовой зоне МСК (московское время). Смещение применяемого времени относительно UTC составляет +3:00.

## Население
| 2002 | 2010 |
| ---- | ---- |
| 275  | ↘235 |

## Инфраструктура
Личное подсобное хозяйство.

## Транспорт
Глушково находится в 8,5 км от автодороги регионального значения 38К-040 (Хомутовка — Рыльск — Глушково — Тёткино — граница с Украиной), в 10 км от автодороги 38К-006 (Коренево — Троицкое), на автодороге 38К-007 (38К-006 — Комаровка — Глушково), на автодорогe межмуниципального значения 38Н-589 (ст. Глушково возле одноимённого посёлка — Елизаветовка — граница с Украиной), на автодороге 38Н-592 (ст. Глушково — Кульбаки — Синяк), возле ж/д станции Глушково (линия 322 км — Льгов I). Остановка общественного транспорта.
В 149 км от аэропорта имени В. Г. Шухова (недалеко от Белгорода).